# Chorizopes goosus
Chorizopes goosus là một loài nhện trong họ Araneidae.
Loài này thuộc chi Chorizopes. Chorizopes goosus được miêu tả năm 1990 bởi Chang-Min Yin et al..